# Петер Солберг
Петър Солберг (на норвежки: Petter Solberg) е норвежки автомобилен състезател, пилот от Световния рали шампионат.
Той дебютира в Световния рали шампионат през 1998 г., а през 1999 година подписва договор със заводския тим на Форд. На следващата година, Солберг започва успешното си партньорство с друг заводски тим – Субару (на английски език – Subaru World Rally Team), което води до Световната титла за 2003 година с този тим.
Със Субару, Солберг завършва втори в генералното класиране, след финландската звезда Маркус Грьонхолм през 2002 г., но през 2003 година става първият норвежки пилот, който печели титлата при пилотите. През следващите два сезона, той завършва като подгласник на шесткратния световен първенец Себастиен Льоб. След оттеглянето на Субару от WRC шампионата в края на сезон 2008, Солберг участва като частен пилот, първоначално с автомобил Ситроен Ксара WRC (модел 2005), а от Рали Каталуния със значително по-модерния и конкурентен Ситроен C4 WRC.

## Спортна биография

### Ранни години
Роден е на 18 ноември 1974 година в Спайдерберг и Остфолд, Норвегия.
Солберг спечелва националния шампионат за коли с дистанционно управление, когато е на 13-годишна възраст. Младият Петер е наследил интереса си към моторните спортове от родителите – майка Тове и баща Терхе, които са състезатели по „bilcross“ (по-малка версия на рали крос). Петер помага във фамилната ферма и по възстановяването на използваните от родителите му в състезанията автомобили, тъй като той още не е достатъчно възрастен, за да кара. Той участва за първи път в „bilcross“ през 1992 г., три дни след 18-ия си рожден ден и само ден, след като получава шофьорска книжка. Става шампион в норвежкия рали крос шампионат, както и в шампионата по рали изкачване през 1995 (печели 19 от 21 състезания) и 1996 година (печели 15 от общо 19 състезания).
През 1998 г. става шампион на Норвегия (по-големият му брат Хенинг Солберг е печелил този шампионат пет пъти подред в периода между 1999 и 2003 г.).

### WRC кариера

#### 1999
По това време, и с помощта на неговия сънародник Джон „Г-н Шкода“ Хогланд, който му помага за развитието на кариерата, в края на 90-те години на ХХ век, шефовете на тимовете от Световния рали шампионат започват да съзират потенциала на Солберг. В края на 1998 г., след спечелването на пилотски тест, той се съгласява да се присъедини за три години като пилот в младежкия тим на заводския тим на Форд.
Първоначалните очакванията на шефа на Форд (Ford World Rally Team) Малкълм Уилсън са Солберг да се развива като пилот, без особено високи резултати в началото, но Солберг започва да печели точки за Форд във всички ралита.

#### 2000 – 2003
През 2000 година, въпреки прекрасните резултати на Солберг, той напуска екипа на Форд преждевременно, поради изтичане на договора, за да подпише с Продрайв Субару Уърлд Рали Тим (SWRT). Заводският тим на Субару тогава е с водещи пилоти – Ричард Бърнс и Юха Канкунен. Неговият първи подиум идва в Рали Акрополис, Гърция през следващата година, като следващите резултати и класирания са повлияни силно от борбата за титлата на неговия съотборник Бърнс и желанието на Солберг да му помогне за това той да я спечели.
През 2002 година е съотборник с четирикратния световен рали шампион Томи Макинен, във връзка с преминаването на Бърнс в заводския тим на Пежо. През същата година Солберг спечелва първата си победа в WRC шампионата, заставайки на най-високото стъпало в Рали Великобритания (Wales Rally GB). Завършва втори в крайното класиране.
През 2003 година Солберг побеждава всичките си колеги от WRC шампионата, като води ожесточена битка с друг млад пилот – Себастиен Льоб. Макар че е в челото на класирането през целия шампионат Солберг не успява да спечели титлата безапелационно и въпреки че печели четири победи, едно второ и две трети места през годината (включително за трети пореден път любимото си Рали Великобритания, правейки хеттрик), Солберг и Льоб водят битка за титлата буквално до последните метри на последното състезания. В крайна сметка Петер става световен шампион, а втори остава Льоб. Още по-сладка е победата за тима на Субару и поради факта, че Петър има три отпадания в средата на сезона.

#### 2004
Приветствайки новия си съотборник за 2004 година – Крис Аткинсън (Австралия), който заменя разочаровалия всички Томи Макинен, Солберг започва защитата на своята титла в битка с познат противник. Със Себастиан Льоб се борят ожесточено, Петер дори взема пет победи, но отпада в цели четири състезания през годината, включително последното рали за годината – Рали Австралия. Льоб триумфира с титлата, Петер е втори с 82 точки.

#### 2005
През 2005 година, Солберг и Льоб се състезават отново до края на сезона. Солберг дава незабавен отговор на Льоб (който спечелва първия старт за годината), печелейки две от първите три състезания – Рали Швеция и Рали Мексико. През годината печели още една победа, завършва втори, а в три състезания завършва на трето място. Отново става втори в шампионата, като събира 71 точки (срещу 127 т. за Льоб, 10 победи). Третата му победа е в Рали Великобритания, което завършва трагично със смъртта на навигатора Майкъл Парк, част от екипа на конкурентите от Пежо и навигатор на естонеца Марко Мартин. Отново отпада в последното състезание за сезона – Рали Австралия, блъскайки кенгуру.

#### 2006
За 2006 година, Солберг продължава партньорството си с екипа на Субару, като се състезава с новата версия на Impreza WRC. Неговият основен спонсор „24SevenOffice“, спонсорира екипа с над 5 милиона норвежки крони, което е норвежки рекорд. Неговите резултати обаче се оказват далеч от тези на Льоб. Французинът побеждава в шампионата, състезавайки се с частен Ситроен Xsara WRC (спонсориран от компанията „Кронос“), като победата му е още по-впечатляваща поради факта, че печели титлата, въпреки че претърпява счупване на ръката в напреднал етап от сезона и пропуска няколко състезания.
Солберг става втори в три състезания през годината – в Мексико, Аржентина и Австралия. Набира само 40 точки и завършва на шесто място. Субару реализира най-слабото си представяне от 1994 година.

#### 2007
През сезон 2007 г. продължава слабото представяне на Субару в шампионата. В Мексико, Аржентина и Сардиния колата има сериозни технически проблеми, което води до две отпадания, а в Италия потъва в класирането. Дори второто място, спечелено в Рали Португалия, и третото място на Рали Акрополис не идват никак лесно и не обнадеждават екипа. В Гърция Петер завършва състезанието след тежки проблеми с окачването и амортесьорите. Отново с проблеми завършва на шесто място на Рали Монте Карло. В лятната пауза екипът се опитва да ревизира новото Субару S12A и да оправи проблемите, но въпреки усилията Петер отпада в двете следващи състезания. В Рали Финландия Солберг отпада след огромен обем работа на техническия екип и проблеми с кормилна уредба, която инженерите не успяват да оправят.
В следващия кръг – Рали Германия той завършва шести, колата сама по себе си е надеждна, но норвежецът удря скала в специален етап 5 (SS5), като тежко уврежда кормилната уредба, което му струва значително изгубено време, тъй като отборът не е в състояние изцяло да извърши ремонта, при такова огромно увреждане.
В Нова Зеландия случаят е подобен на този в Рали Финландия.
Следващото състезание – Рали Каталуния също не е лесно за Солберг. Той се бори да поддържа добро темпо и в крайна сметка завършва отново шести, почти на 3 минути от победителя Себастиан Льоб. Той обаче е доволен от направените промени в настройката за третия ден, което изглежда обещаващо за следващото Рали Корсика. За нещастие на норвежкия пилот настройката на автомобила не е толкова добра и той има проблеми с управлението отново, което, заедно с проблеми в двигателя преди SS5, води до падане на пето място, зад младия Яри-Мати Латвала.
В Япония, домашно състезание за екипа, Петер спечелва първите специални етапи, но се удря лошо в специален етап 5 (SS5), след която скоростната кутия се заключва на шеста предавка, принуждавайки Петер да приключи състезанието. В деня на 33-тия си рожден ден Солберг завършва пети в 1-вото Рали Ирландия, като го нарича „най-трудното рали, което е имал“.
В последното рали през сезона – Рали Великобритания Солберг има добро темпо и спечелва битката за четвъртото място с испанеца Даниеле Сордо.
Той участва в надпревара на Състезанието на шампионите 2007, като представлява Норвегия, заедно с брат си Хенинг. Той не успява да спечели първото състезание със звездата от Формула 1 – Дейвид Култард, но в състезанието между нациите норвежките братя стигат до полуфиналите.

#### 2008
За сезон 2008 пилотите на Субару Солберг и Аткинсън се състезават с автомобила от 2007 година, в продължение на 5 състезания, преди да започнат да се състезават с новата версия на японската машина. Солберг започва сезона с пето място в Монте Карло и с четвърто място в Рали Швеция, но продължава да отпада или да завършва извън местата, даващи точки в следващите четири състезания. С една радикално нова хомологация на Субару Импреза WRC 2008 (хечбек), дебютира в Рали Акрополис, завършвайки на второ място, след Себастиен Льоб. Това си остава единственият подиум през сезона за Солберг. Той завършва шести в общото класиране при пилотите, на четири точки зад съотборника си Крис Аткинсън, а Субару остава на трето място при производителите.

#### 2009
2008 година зъвършва ужасно за екипа на Субару Рали Тим и за всички фенове на тима. На 16 декември 2008 г. шефовете на компанията обявяват, че няма да участват в Световния рали шампионат, само ден след като от друг японски производител – Сузуки обявяват своето оттегляне от моторните спортове. Петер и навигатора му Фил Милс остават без автомобил за сезон 2009.
Разглеждайки внимателно всички възможности за участие с друг отбор и изправен пред варианта да остане извън първото състезание за новия сезон – Рали Ирландия, Солберг потвърждава, че е придобил (най-вероятно под наем) състезателен автомобил Ситроен Ксара WRC (модел от WRC, 2005 г.) на 25 януари 2009 г. и че екипът пропуска началото на сезона, а двамата с Фил Милс ще се завърнат в шампионата WRC в частен тим за Рали Норвегия 2009.
На 1 февруари 2009 г. в специална пресконференция Солберг показва пред спортната общественност своите пет основни спонсори за сезон 2009. От тима обявяват Microsoft, „Pareto“, „Hurtigruta Carglass“ и още две спонсора.
На 6 февруари същата година, официално е представен екипът „Solberg World Rally Team“, с пилот Петер Солберг и Фил Милс като навигатор. Екипът ще обслужва Солберг и неговата машина от 2005 година, снабдена със специално активно окачване. В 13-членния екип работят бивши инженери и механици от „Subaru World Rally Team“, като мениджъра Кен Рийс и Франсоа-Ксавие като главен инженер. В PSWRT също се завръща личният приятел на Солберг и бивш член на SWRT, Торе Дал. Шведът Свен-Инге Неби, който от около 40 години е инженер на бащата на Петер, е друга подкрепа в международния екип.
Солберг и Милс започват отлично годината, като в своята борба завършват на отличните 3-то и 4-то място в следващите две ралита – Португалия и Аржентина, и отпадат след повреда в горивната система, когато се движат на трето място в Рали Италия.
Солберг „заплашва“ да размени автомобила си за Пежо 307 WRC, освен ако не получи ъпгрейди за своята Ксара. Той получава ъпгрейди (най-вече подобрение в охладителя за турбокомпресора и диференциалите) за Рали Сардиния, което им дава възможност да се борят за 3-то място в много горещи климатични условия. Малко по-късно Солберг води преговори за преминаване на автомобил Пежо 307 CC, но решава да остане със Ситроен Ксара.
След като отпадат поради повреда от Рали Финландия, Солберг решава за следващото Рали Австралия да се концентрира върху намирането на друга, по-конкурентна кола. След провеждането на изпитания на Ситроен C4 WRC във Франция, и Форд Фокус WRC във Великобритания, Солберг обявява, че ще кара „C4“ в последните два кръга от сезона – Рали Каталуния и Рали Великобритания.
Колата е спецификация от шампионската 2008, но ще включва новости, за да е възможно най-близо до тези, използвани в заводския тим на Себастиен Льоб и Даниеле Сордо.
Солберг ще продължи да се състезава за своя тим Solberg World Rally Team в ралитата Каталуня и Великобритания, но събраните от него точки ще се натрупват за „Citroen Junior Team“, заедно с тези набрани от Себастиен Огиер.

## Личен живот
Солберг е женен за шведката, Пернила Уалфридсон, с която имат син – Оливър. Пернила е дъщеря на бившия заводски пилот на Волво от 1980 г. Пер-Инге „Пи“ Уалфридсон (Европейски шампион по рали крос).

## WRC победи
| No. | Състезание                | Сезон | Навигатор  | Автомобил          |
| --- | ------------------------- | ----- | ---------- | ------------------ |
| 1   | 58-о Рали Великобритания  | 2002  | Фил Милс   | Субару Импреза WRC |
| 2   | 31-во Рали Кипър          | 2003  | Фил Милс   | Субару Импреза WRC |
| 3   | 16-о Рали Австралия       | 2003  | Фил Милс   | Субару Импреза WRC |
| 4   | 47-о Рали Корсика         | 2003  | Phil Mills | Субару Импреза WRC |
| 5   | 59-о Рали Великобритания  | 2003  | Фил Милс   | Субару Импреза WRC |
| 6   | 34-то Рали Нова Зеландия  | 2004  | Фил Милс   | Субару Импреза WRC |
| 7   | 57-о Рали Акрополис       | 2004  | Фил Милс   | Субару Импреза WRC |
| 8   | 1-во Рали Япония          | 2004  | Фил Милс   | Субару Импреза WRC |
| 9   | 60-о Рали Великобритания  | 2004  | Фил Милс   | Субару Импреза WRC |
| 10  | 1-во Рали Сардиния        | 2004  | Фил Милс   | Субару Импреза WRC |
| 11  | 54-то Рали Швеция         | 2005  | Фил Милс   | Субару Импреза WRC |
| 12  | 19-о Рали Мексико         | 2005  | Фил Милс   | Субару Импреза WRC |
| 13  | 61-во Рали Великобритания | 2005  | Фил Милс   | Субару Импреза WRC |